# Paracles toulgoeti
Paracles toulgoeti är en fjärilsart som beskrevs av Watson och Goodger. Paracles toulgoeti ingår i släktet Paracles och familjen björnspinnare. Inga underarter finns listade i Catalogue of Life.